# Demostració de les identitats trigonomètriques
Les demostracions de les identitats trigonomètriques són justificacions que estableixen la veritat d'aquestes identitats a partir de les definicions de funcions trigonomètriques. Aquestes definicions es prenen com a axiomes.
Tal com s'explica a l'article funció trigonomètrica hi ha diferents maneres de definir les funcions trigonomètriques, per tant per a cada una hi ha una manera de demostrar les identitats trigonomètriques. En alguns casos la demostració és trivial perquè la pròpia identitat trigonomètrica és la base de la definició de les funcions. Es pren com a axioma i no hi ha lloc a cap mena de demostració. Per exemple si les funcions trigonomètriques es defineixen emprant equacions funcionals, les identitats de Pitàgores i les del sinus i el cosinus de l'angle suma, passen a ser els axiomes en què es basa aquesta definició.
La majoria de les demostracions que es recullen en aquesta pàgina es basen en la definició de les funcions trigonomètriques a partir del triangle rectangle i fan servir la geometria euclidiana.
Tot i que aquest tractament ha tingut un lloc preferent en la història de les matemàtiques des de fa 2300 anys, els estàndards moderns no el consideren prou rigorós perquè requereixen observar figures geomètriques (en la demostració de la desigualtat entre el sinus, l'angle i la tangent) o obtenir el nombre π sense fer servir el càlcul infinitesimal. Al llibre de Whittaker i Watson, que es dona com a referència al final de l'article, es poden trobar demostracions rigoroses dels teoremes a partir de definicions de les funcions trigonomètriques basades en sèries de potències o en integrals.
Des d'un punt de vista pedagògic, l'enfocament de partir de les definicions basades en el triangle rectangle tenen l'avantatge que es poden seguir sense cap coneixement previ de càlcul infinitesimal. També tenen l'avantatge que permeten seguir un camí des de la geometria física cap a la geometria matemàtica que permet entendre el lligam estret entre la geometria descriptiva i la geometria analítica. Les funcions trigonomètriques no es presenten com uns ens abstractes fruit d'una definició arbitrària que després, aparentment per casualitat, resulta que tenen aplicació pràctica a la geometria física. De fet es ressegueix el mateix camí històric que ha dut al desenvolupament de la trigonometria i del càlcul infinitesimal a partir de la geometria física.

## Identitats que es demostren directament a partir de les definicions de les funcions trigonomètriques

Les funcions trigonomètriques especifiquen les relacions entre les longituds dels costats i el angles interiors d'un triangle rectangle. Per exemple, el sinus de θ es defineix com la longitud del costat oposat dividida per la longitud de la hipotenusa.

Referides al diagrama de la dreta, les definicions de les sis funcions trigonomètriques de l'angle &theta són:
{\displaystyle \sin \theta ={\frac {\mathrm {oposat} }{\mathrm {hipotenusa} }}={\frac {a}{h}}}
{\displaystyle \cos \theta ={\frac {\mathrm {adjacent} }{\mathrm {hipotenusa} }}={\frac {b}{h}}}
{\displaystyle \tan \theta ={\frac {\mathrm {oposat} }{\mathrm {adjacent} }}={\frac {a}{b}}}
{\displaystyle \cot \theta ={\frac {\mathrm {adjacent} }{\mathrm {oposat} }}={\frac {b}{a}}}
{\displaystyle \sec \theta ={\frac {\mathrm {hipotenusa} }{\mathrm {adjacent} }}={\frac {h}{b}}}
{\displaystyle \csc \theta ={\frac {\mathrm {hipotenusa} }{\mathrm {oposat} }}={\frac {h}{a}}}
A partir de la identitat:
{\displaystyle {\frac {a}{b}}={\frac {\left({\frac {a}{c}}\right)}{\left({\frac {b}{c}}\right)}}.}
S'obtenen com a conseqüència trivial de les definicions:
{\displaystyle \tan \theta ={\frac {\mathrm {oposat} }{\mathrm {adjacent} }}={\frac {\left({\frac {\mathrm {oposat} }{\mathrm {hipotenusa} }}\right)}{\left({\frac {\mathrm {adjacent} }{\mathrm {hipotenusa} }}\right)}}={\frac {\sin \theta }{\cos \theta }}.}
{\displaystyle \cot \theta ={\frac {\cos \theta }{\sin \theta }}.}
{\displaystyle \cot \theta ={\frac {\mathrm {adjacent} }{\mathrm {oposat} }}={\frac {\left({\frac {\mathrm {adjacent} }{\mathrm {adjacent} }}\right)}{\left({\frac {\mathrm {oposat} }{\mathrm {adjacent} }}\right)}}={\frac {1}{\tan \theta }}.}
{\displaystyle \sec \theta ={\frac {1}{\cos \theta }}}
{\displaystyle \csc \theta ={\frac {1}{\sin \theta }}}
{\displaystyle \tan \theta ={\frac {\mathrm {oposat} }{\mathrm {adjacent} }}={\frac {\left({\frac {\mathrm {oposat} \times \mathrm {hipotenusa} }{\mathrm {oposat} \times \mathrm {adjacent} }}\right)}{\left({\frac {\mathrm {adjacent} \times \mathrm {hipotenusa} }{\mathrm {oposat} \times \mathrm {adjacent} }}\right)}}={\frac {\left({\frac {\mathrm {hipotenusa} }{\mathrm {adjacent} }}\right)}{\left({\frac {\mathrm {hipotenusa} }{\mathrm {oposat} }}\right)}}={\frac {\sec \theta }{\csc \theta }}.}
{\displaystyle \cot \theta ={\frac {\csc \theta }{\sec \theta }}.}

## Identitats que requereixen aplicació de la geometria

### Identitats de l'angle complementari
Es diu que dos angles són complementaris si sumen π/2 radiants (90 graus). A partir dels axiomes d'Euclidis es demostra que els angles d'un triangle sumen dos rectes (π radiants o 180 graus), per tant en un triangle rectangle, els dos angles no rectes han de sumar π/2 radiants (90 graus), és a dir són complementaris, així, com que els angles dels vèrtexs A i B sumen π/2 radiants (90 graus), aplicant les definicions de les funcions trigonomètriques a l'angle del vèrtex B que és π/2 − θ, s'obté: 
{\displaystyle \sin \left(\pi /2-\theta \right)=\cos \theta }
{\displaystyle \cos \left(\pi /2-\theta \right)=\sin \theta }
{\displaystyle \tan \left(\pi /2-\theta \right)=\cot \theta }
{\displaystyle \cot \left(\pi /2-\theta \right)=\tan \theta }
{\displaystyle \sec \left(\pi /2-\theta \right)=\csc \theta }
{\displaystyle \csc \left(\pi /2-\theta \right)=\sec \theta }

### Identitats pitagòriques
Primer es demostra la identitat:
{\displaystyle \sin ^{2}(x)+\cos ^{2}(x)=1\,}
Aplicant el teorema de Pitàgores al triangle de la figura. Fixeu-vos que ha de ser {\displaystyle a^{2}+b^{2}=h^{2}}.
{\displaystyle \sin ^{2}(x)+\cos ^{2}(x)={\frac {a^{2}}{h^{2}}}+{\frac {b^{2}}{h^{2}}}={\frac {a^{2}+b^{2}}{h^{2}}}={\frac {h^{2}}{h^{2}}}=1.\,}
A partir d'aqui s'obtenen les altres dues, primer es divideix els dos cantons entre {\displaystyle \cos ^{2}(x)} i resulta:
{\displaystyle \tan ^{2}x+1=\sec ^{2}x\!\ }
La segona s'obté dividint els dos cantons entre {\displaystyle \sin ^{2}(x)}:
{\displaystyle \cot ^{2}x+1=\csc ^{2}x\!\ }

### Identitats de la suma d'angles

#### Sinus

Il·lustració de la fórmula de la suma d'angles.

Es dibuixen els angles α i β i se situa el punt P sobre la línia definida per α + β a una distància unitat de l'origen.
Es traça PQ, perpendicular a la línea definida per l'angle α que passa per P;.
OQP és un triangle rectangle.
Sia QA la perpendicular des de Q a l'eix x, i sia PB la perpendicular des de P a l'eix x.
OAQ és un triangle rectangle.
Es dibuixa QR paral·lela a l'eix x.
Resulta que l'angle RPQ = α donat que PB és perpendicular a l'eix x i PQ és perpendicular a la recta que es talla amb l'eix x formant l'angle α.

A partir d'aquesta construcció resulta:
{\displaystyle OP=1\,}
{\displaystyle PQ=\sin \beta \,}
{\displaystyle OQ=\cos \beta \,}
{\displaystyle {\frac {AQ}{OQ}}=\sin \alpha \,}, així {\displaystyle AQ=\sin \alpha \cos \beta \,}
{\displaystyle {\frac {PR}{PQ}}=\cos \alpha \,}, així {\displaystyle PR=\cos \alpha \sin \beta \,}
{\displaystyle \sin(\alpha +\beta )=PB=RB+PR=AQ+PR=\sin \alpha \cos \beta +\cos \alpha \sin \beta \,}
Que és la identitat del sinus de la suma de dos angles.
En el cas de la diferència n'hi ha prou en aplicar aquesta identitat adequadament:
{\displaystyle \sin \left(\alpha -\beta \right)=\sin \left(\alpha +\left(-\beta \right)\right)=\sin \left(\alpha \right)\cos \left(-\beta \right)+\cos \left(\alpha \right)\sin \left(-\beta \right)}

Com que a partir de les definicions basades en la circumferència goniomètrica s'ha estès la definició a arguments negatius de forma que:
{\displaystyle {\begin{aligned}&\cos(-\beta )=\cos(\beta )\\&\sin(-\beta )=-\sin(\beta )\\\end{aligned}}}

Resulta:
{\displaystyle \sin \left(\alpha -\beta \right)=\sin \left(\alpha \right)\cos \left(\beta \right)-\cos \left(\alpha \right)\sin \left(\beta \right)}
Si s'ha fet servir el desenvolupament en sèrie de Taylor per definir les funcions trigonomètriques, la demostració d'aquestes identitats es fa demostrant primer la fórmula d'Euler, llavors la demostració és immediata. La fórmula d'Euler és:
{\displaystyle e^{i\varphi }=\cos \varphi +i\cdot \sin \varphi }
Aplicant-la als angles :{\displaystyle \alpha } i :{\displaystyle \beta } dona:
{\displaystyle e^{i\cdot (\alpha +\beta )}=\cos(\alpha +\beta )+i\cdot \sin(\alpha +\beta )}
Aplicant les propietats de la funció exponencial:
{\displaystyle e^{i(\alpha +\beta )}=e^{i\alpha }\cdot e^{i\beta }=(\cos \alpha +i\cdot \sin \alpha )\cdot (\cos \beta +i\cdot \sin \beta )}
Desenvolupant el producte:
{\displaystyle e^{i(\alpha +\beta )}=(\cos \alpha \cdot \cos \beta -\sin \alpha \cdot \sin \beta )+i\cdot (\sin \alpha \cdot \cos \beta +\sin \beta \cdot \cos \alpha )}
Perquè dos nombres reals siguin iguals han de ser iguals simultàniament les parts reals i les parts imaginàries.
Per tant, es té:
{\displaystyle \cos(\alpha +\beta )=\cos \alpha \cdot \cos \beta -\sin \alpha \cdot \sin \beta }
{\displaystyle \sin(\alpha +\beta )=\sin \alpha \cdot \cos \beta +\sin \beta \cdot \cos \alpha }
Cal tenir en compte que això no es pot considerar una demostració si s'ha fet servir la definició basada en els triangles rectangles o en la circumferència goniomètrica, perquè per demostrar la fórmula d'Euler cal emprar el desenvolupament en sèrie o les derivades de les funcions trigonomètriques i per demostrar-les cal la identitat de les funcions trigonomètriques de la suma d'angles.

#### Cosinus
Emprant les identitats de l'angle complementari,
{\displaystyle \cos(\alpha +\beta )=\sin \left(\pi /2-(\alpha +\beta )\right)=\sin \left((\pi /2-\alpha )-\beta \right)\,}
{\displaystyle =\sin \left(\pi /2-\alpha \right)\cos \beta -\cos \left(\pi /2-\alpha \right)\sin \beta \,}
{\displaystyle =\cos \alpha \cos \beta -\sin \alpha \sin \beta \,}
També es pot veure directament a partir del dibuix.
El cosinus de α+β és:
{\displaystyle \cos \left(\alpha +\beta \right)=OA-BA}
Però OA és:
{\displaystyle OA=OQ\cos \left(\alpha \right)}
I com que OQ es:
{\displaystyle OQ=\cos \left(\beta \right)}
Substituint resulta que:
{\displaystyle OA=\cos \left(\beta \right)\cos \left(\alpha \right)}
Per altra banda BA és:
{\displaystyle {\begin{aligned}&BA=RQ\\&RQ=PQ\sin(\alpha )\\\end{aligned}}}
I com que PQ és: 
{\displaystyle PQ=\sin \left(\beta \right)}
Substituint resulta:
{\displaystyle BA=\sin \left(\beta \right)\sin \left(\alpha \right)}
Substituint tot queda:
{\displaystyle \cos \left(\alpha +\beta \right)=\cos \left(\beta \right)\cos \left(\alpha \right)-\sin \left(\beta \right)\sin \left(\alpha \right)}
Pel cas de la diferència d'angles es té:
{\displaystyle \cos \left(\alpha -\beta \right)=\cos \left(\alpha +\left(-\beta \right)\right)=\cos \left(-\beta \right)\cos \left(\alpha \right)-\sin \left(-\beta \right)\sin \left(\alpha \right)}
I tenint en compte que:
{\displaystyle {\begin{aligned}&\cos(-\beta )=\cos(\beta )\\&\sin(-\beta )=-\sin(\beta )\\\end{aligned}}}
Resulta:
{\displaystyle \cos \left(\alpha -\beta \right)=\cos \left(\beta \right)\cos \left(\alpha \right)+\sin \left(\beta \right)\sin \left(\alpha \right)}

#### Tangent i cotangent
A partir de les fórmules del sinus i del cosinus es té
{\displaystyle \tan(\alpha +\beta )={\frac {\sin(\alpha +\beta )}{\cos(\alpha +\beta )}}\,}
{\displaystyle ={\frac {\sin \alpha \cos \beta +\cos \alpha \sin \beta }{\cos \alpha \cos \beta -\sin \alpha \sin \beta }}\,}
Dividint numerador i denominador per cos α cos β, es té
{\displaystyle \tan(\alpha +\beta )={\frac {\tan \alpha +\tan \beta }{1-\tan \alpha \tan \beta }}\,}
{\displaystyle \tan(\alpha -\beta )={\frac {\tan \alpha -\tan \beta }{1+\tan \alpha \tan \beta }}\,}
Per altra banda, dividint per sin α sin β), es té
{\displaystyle \cot(\alpha +\beta )={\frac {\cot \alpha \cot \beta -1}{\cot \alpha +\cot \beta }}\,}
{\displaystyle \cot(\alpha -\beta )={\frac {\cot \alpha \cot \beta +1}{\cot \beta -\cot \alpha }}\,}

### Identitat de l'angle doble
A partir de les identitats de la suma es té:
{\displaystyle \sin \left(2\alpha \right)=\sin \left(\alpha +\alpha \right)=\sin \left(\alpha \right)\cos \left(\alpha \right)+\sin \left(\alpha \right)\cos \left(\alpha \right)=2\sin \left(\alpha \right)\cos \left(\alpha \right)}
i
{\displaystyle \cos \left(2\alpha \right)=\cos \left(\alpha +\alpha \right)=\cos \left(\alpha \right)\cos \left(\alpha \right)-\sin \left(\alpha \right)\sin \left(\alpha \right)=\cos ^{2}\left(\alpha \right)-\sin ^{2}\left(\alpha \right)}

Aplicant-hi les identitats pitagòriques s'obtenen les següents formes alternatives d'aquestes identitats:
{\displaystyle \cos(2\theta )=2\cos ^{2}\theta -1\,}
{\displaystyle \cos(2\theta )=1-2\sin ^{2}\theta \,}
Aplicant la mateixa tècnica a les fórmules de la tangent i de la cotangent es té:
{\displaystyle \tan(2\theta )={\frac {2\tan \theta }{1-\tan ^{2}\theta }}={\frac {2}{\cot \theta -\tan \theta }}\,}
{\displaystyle \cot(2\theta )={\frac {\cot ^{2}\theta -1}{2\cot \theta }}={\frac {\cot \theta -\tan \theta }{2}}\,}

### Identitats de l'angle meitat
Com que θ és el doble de θ/2 aplicant les fórmules de l'angle doble a θ es té:
{\displaystyle {\begin{aligned}&\cos \theta =2\cos ^{2}{\frac {\theta }{2}}-1\\&\cos \theta =1-2\sin ^{2}{\frac {\theta }{2}}\\\end{aligned}}}
Aïllant d'aquí el sinus i el cosinus surt:
{\displaystyle \cos {\frac {\theta }{2}}=\pm \,{\sqrt {\frac {1+\cos \theta }{2}}},\,}
{\displaystyle \sin {\frac {\theta }{2}}=\pm \,{\sqrt {\frac {1-\cos \theta }{2}}}.\,}
Cal triar els signes adequadament—fixeu-vos que si s'afegeix 2π a θ les quantitats de dins de les arrels quadrades no varien, però els signes del cantó esquerre de les equacions canvia. Per tant, el signe correcte que s'ha d'utilitzar depèn del valor de θ.
Pel cas de la tangent, dividint la fórmula del sinus entra la del cosinus resulta:
{\displaystyle \tan {\frac {\theta }{2}}=\pm \,{\sqrt {\frac {1-\cos \theta }{1+\cos \theta }}}.\,}
Multiplicant en numerador i el denominador de dins de l'arrel quadrada per (1 + cos θ), i aplicant la identitat pitagòrica al numerador resulta:
{\displaystyle \tan {\frac {\theta }{2}}={\frac {\sin \theta }{1+\cos \theta }}.\,}
Si en canvi es multipliquen numerador i denominador de dins de l'arrel quadrada per (1 - cos θ) i s'aplica la identitat pitagòrica al denominador es té
{\displaystyle \tan {\frac {\theta }{2}}={\frac {1-\cos \theta }{\sin \theta }}.\,}
Dividint cada un dels termes del numerador pel denominador es té
{\displaystyle \tan {\frac {\theta }{2}}=\csc \theta -\cot \theta .\,}
Igualment amb la cotangent s'obté
{\displaystyle \cot {\frac {\theta }{2}}=\pm \,{\sqrt {\frac {1+\cos \theta }{1-\cos \theta }}}={\frac {1+\cos \theta }{\sin \theta }}={\frac {\sin \theta }{1-\cos \theta }}=\csc \theta +\cot \theta .\,}

### Fórmules de Simpson
- {\displaystyle \sin \theta \pm \sin \gamma =2\sin {\frac {\theta \pm \gamma }{2}}\cos {\frac {\theta \mp \gamma }{2}}}
- {\displaystyle \cos \theta +\cos \gamma =2\cos {\frac {\theta +\gamma }{2}}\cos {\frac {\theta -\gamma }{2}}}
- {\displaystyle \cos \theta -\cos \gamma =-2\sin {\frac {\theta +\gamma }{2}}\sin {\frac {\theta -\gamma }{2}}}

La demostració és immediata (tot i que força laboriosa) començant per les expressions de la dreta i aplicant les identitats que s'han demostrat anteriorment.
Per exemple per la primera, es comença aplicant les identitats del cosinus i del sinus de l'angle meitat:
{\displaystyle {\begin{aligned}&2\sin {\frac {\theta +\gamma }{2}}\cos {\frac {\theta -\gamma }{2}}=2{\sqrt {\frac {1-\cos \left(\theta +\gamma \right)}{2}}}{\sqrt {\frac {1+\cos \left(\theta -\gamma \right)}{2}}}=\\&={\sqrt {\left[1-\cos \left(\theta +\gamma \right)\right]\left[1+\cos \left(\theta -\gamma \right)\right]}}\\\end{aligned}}}
Tot seguit s'apliquen les identitats del cosinus de la suma i del cosinus de la resta i operant queda:
{\displaystyle {\begin{aligned}&{\sqrt {\left(1-\cos \theta \cos \gamma +\sin \theta \sin \gamma \right)\left(1+\cos \theta \cos \gamma +\sin \theta \sin \gamma \right)}}=\\&={\sqrt {1+\cos \theta \cos \gamma +\sin \theta \sin \gamma -\cos \theta \cos \gamma -\cos ^{2}\theta \cos ^{2}\gamma -\cos \theta \cos \gamma \sin \theta \sin \gamma +\sin \theta \sin \gamma +\sin \theta \sin \gamma \cos \theta \cos \gamma +\sin ^{2}\theta \sin ^{2}\gamma }}=\\&={\sqrt {1+2\sin \theta \sin \gamma -\cos ^{2}\theta \cos ^{2}\gamma +\sin ^{2}\theta \sin ^{2}\gamma }}\\\end{aligned}}}
Per acabar s'aplica la identitat pitagórica als cosinus de forma que tot quedi en funció del sinus i simplificant resulta:
{\displaystyle {\begin{aligned}&{\sqrt {1+2\sin \theta \sin \gamma -\left(1-\sin ^{2}\theta \right)\left(1-\sin ^{2}\gamma \right)+\sin ^{2}\theta \sin ^{2}\gamma }}\\&={\sqrt {1+2\sin \theta \sin \gamma -\left(1-\sin ^{2}\theta -\sin ^{2}\gamma +\sin ^{2}\theta \sin ^{2}\gamma \right)+\sin ^{2}\theta \sin ^{2}\gamma }}=\\&={\sqrt {2\sin \theta \sin \gamma +\sin ^{2}\theta +\sin ^{2}\gamma }}=\\&={\sqrt {\left(\sin \theta +\sin \gamma \right)^{2}}}=\sin \theta +\sin \gamma \\\end{aligned}}}

### Desigualtats

Il·lustració de les desigualtats del sinus i la tangent.

La figura de la dreta mostra un sector d'un cercle de radi 1. Aquest sector és una fracció θ/(2π) del cercle compert, per tant la seva àrea és θ/2.
{\displaystyle OA=OD=1\,}
{\displaystyle AB=\sin \theta \,}
{\displaystyle CD=\tan \theta \,}
L'àrea del triangle OAD és AB/2, o sinθ/2. L'àrea del triangle OCD és CD/2, o tanθ/2.
Donat que el triangle OAD queda completament dins del sector, que al'hora queda completament dins del triangle OCD, es té
{\displaystyle \sin \theta <\theta <\tan \theta \,}
Aquest argument geomètric és vàlid si 0<θ<π/2. Pel cas de la funció sinus, es poden manejar altres valors. Si θ>π/2, llavors θ>1. Però sinθ≤1 (degut a la identitat pitagòrica), per tant sinθ<θ. D'aquí resulta
{\displaystyle {\frac {\sin \theta }{\theta }}<1\ \ \ \mathrm {si} \ \ \ 0<\theta \,}
Per a valors negatius de θ es té, per la simetria de la funció sinus
{\displaystyle {\frac {\sin \theta }{\theta }}={\frac {\sin(-\theta )}{-\theta }}<0\,}
Per tant
{\displaystyle {\frac {\sin \theta }{\theta }}<1\ \ \ \mathrm {si} \ \ \ \theta \neq 0\,}
{\displaystyle {\frac {\tan \theta }{\theta }}>1\ \ \ \mathrm {si} \ \ \ 0<\theta <{\frac {\pi }{2}}\,}

## Identitats d'aplicació al càlcul infinitesimal

### Preliminars
Observant la definició sobre la base del triangle rectangle de les funcions sinus i cosinus es veu que:
{\displaystyle {\begin{aligned}&{\underset {\theta \to 0}{\mathop {\lim } }}\,\sin \theta =\sin 0=0\\&{\underset {\theta \to 0}{\mathop {\lim } }}\,\cos \theta =\cos 0=1\\\end{aligned}}}

### Identitat del quocient entre el sinus i l'angle
{\displaystyle \lim _{\theta \to 0}{\frac {\sin \theta }{\theta }}=1}
Demostració: A partir de les desigualtats que s'han demostrat abans, es té, per angles petits
{\displaystyle \sin \theta <\theta <\tan \theta \,}, per tant
{\displaystyle {\frac {\sin \theta }{\theta }}<1<{\frac {\tan \theta }{\theta }}\,}, així
{\displaystyle {\frac {\sin \theta }{\theta \cos \theta }}>1\,}, o
{\displaystyle {\frac {\sin \theta }{\theta }}>\cos \theta \,}, per tant
{\displaystyle \cos \theta <{\frac {\sin \theta }{\theta }}<1\,}, però
{\displaystyle \lim _{\theta \to 0}{\cos \theta }=1\,}, d'aquí
{\displaystyle \lim _{\theta \to 0}{\frac {\sin \theta }{\theta }}=1}
Vegeu: Teorema del sandvitx

### Identitat del quocient entre el cosinus i l'angle
{\displaystyle \lim _{\theta \to 0}{\frac {1-\cos \theta }{\theta }}=0\,}
Demostració:
{\displaystyle {\frac {1-\cos \theta }{\theta }}={\frac {1-\cos ^{2}\theta }{\theta (1+\cos \theta )}}\,}
{\displaystyle ={\frac {\sin ^{2}\theta }{\theta (1+\cos \theta )}}\,}
{\displaystyle ={\frac {\sin \theta }{\theta }}\times \sin \theta \times {\frac {1}{1+\cos \theta }}\,}
Els límits d'aquestes tres quantitats són respectivament 1, 0, i 1/2, per tant el límit resultant és zero.

### Identitat del quocient entre el cosinus i el quadrat de l'angle
{\displaystyle \lim _{\theta \to 0}{\frac {1-\cos \theta }{\theta ^{2}}}={\frac {1}{2}}}
Demostració:
Com en el cas anterior,
{\displaystyle {\frac {1-\cos \theta }{\theta ^{2}}}={\frac {\sin \theta }{\theta }}\times {\frac {\sin \theta }{\theta }}\times {\frac {1}{1+\cos \theta }}\,}
Els límits d'aquestes tres quantitats són respectivament 1, 1, i 1/2, per tant, el límit resultant és 1/2.